# Ом (мантра)

Згідно Яджурведи свастика є втіленням звуку «Ом» у індуїзмі

Ом (санскр. ॐ) в індуїстській і ведичній традиції — сакральний звук, первинна мантра. Часто інтерпретується як символ божественної трійці Брахми, Вішну і Шиви, квінтесенція Слова.
Згідно з ведичною спадщиною, вважається, що звук ом був першим проявом не явленого ще брахмана, який дав початок Всесвіту, що стався від вібрації, викликаної цим звуком.

## Індуїзм
Звук «Ом» є найсвященнішим звуком в індуїзмі. Крім уособлення індуїстської божественної трійці, він, сам по собі, є найвищою мантрою, символізуючи собою БРАХМАН (вищу реальність) і Всесвіт як такий. Три його складових в деванагарі і латинському написанні (А, У, М) традиційно символізують Створення, Підтримання і Руйнування — категорії космогонії Вед і індуїзму. Вважається також, що три звуки символізують три рівні існування — рай (сварґа), землю (мартя) та підземне царство (пату). Вони також символізують три стани свідомості — мрію, сон і яв, — три часи доби і три здібності людини: бажання, знання і дію.
У Ведах звук «Ом» є звуком Сонця і Світу. Він символізує собою рух вгору, наближення душі до вищих сфер.
Священне значення мантри «Ом» в індуїзмі важко переоцінити. Практично всі священні тексти індуїстської та ведичної традиції починалися і закінчувалися цим звуком.
У крішнаїзмі складові звуку «Ом» також вказують: А — на Крішну, У — на Його енергію, М — на всі живі істоти.

## Буддизм
Буддизм, наслідуючи традиції індуїзму, запозичив звук «Ом» як містичну мантру. Найбільше вживання ця мантра отримала в езотеричному буддизмі. Дещо змінилося трактування складових звуків мантри: в буддизмі вони уособлюють три тіла Будди (тіло Дгарми, тіло відплати і виявлене тіло відповідно). 
Мантра «Ом» як самостійно, так і в складі інших мантр часто використовується в медитативній практиці, будучи своєрідним камертоном.

## «Ом» різними абетками
|                                  |
| у Деванаґарі, Gujarati й Маратхі |

|                         |
| Ассамесе, Бенгалі, Орія |

|             |
| Ар'я-самадж |

|             |
| Тамільською |

|         |
| Каннада |

|        |
| Телугу |

|        |
| Малаям |

|         |
| Грантха |

|         |
| Сіддхам |

|       |
| Джайн |

|            |
| Китайською |

|            |
| Тибетською |

|      |
| Балі |

|           |
| Яванською |

### В HTML
В HTML, кодування UTF-8 існує спеціальний символ який відображає Ом, &# x950; (десяткове представлення):
ॐ

## Галерея

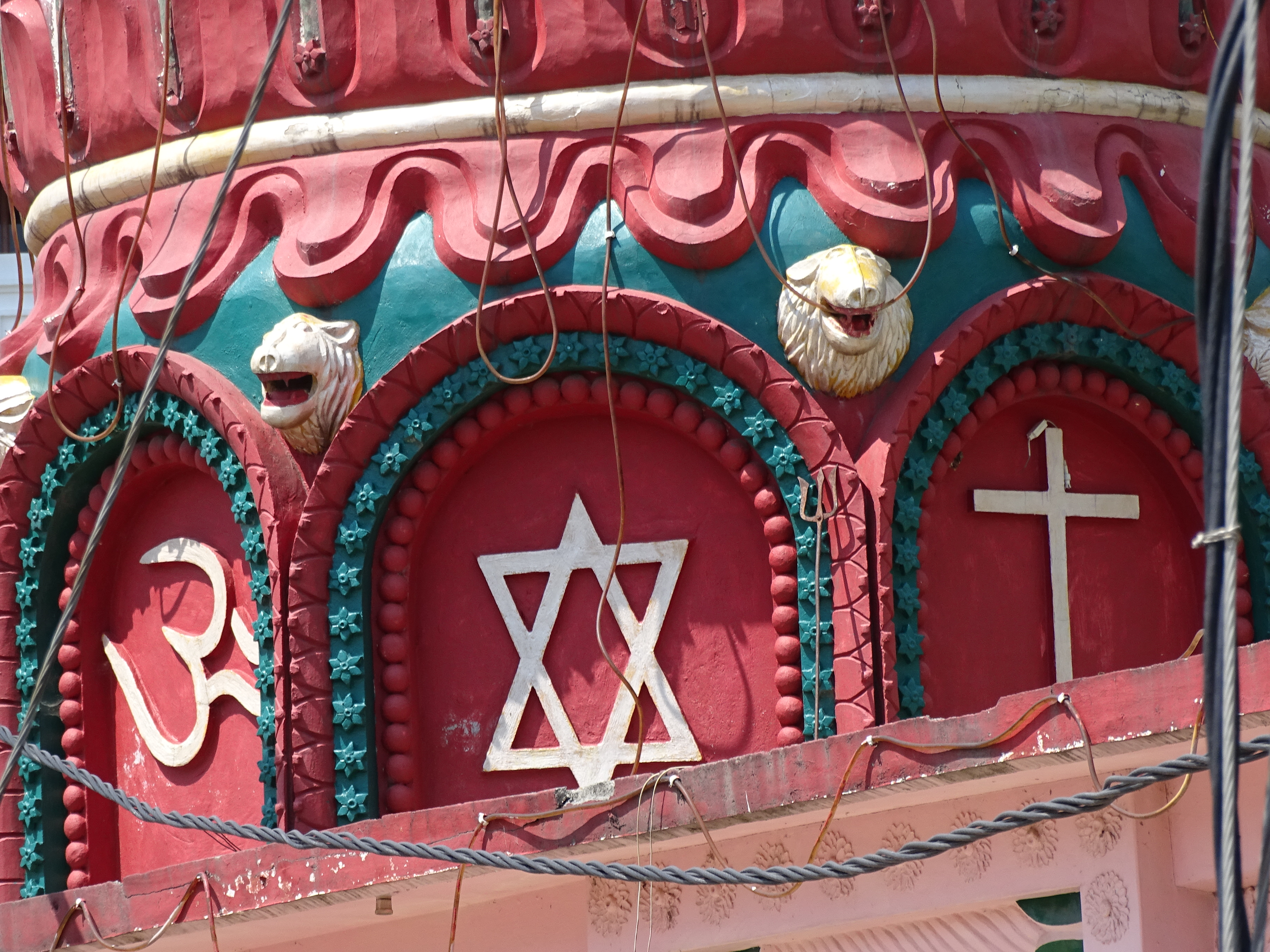
Храм багатоконфесійної йоги - Недді - Хімачал-Прадеш - Індія
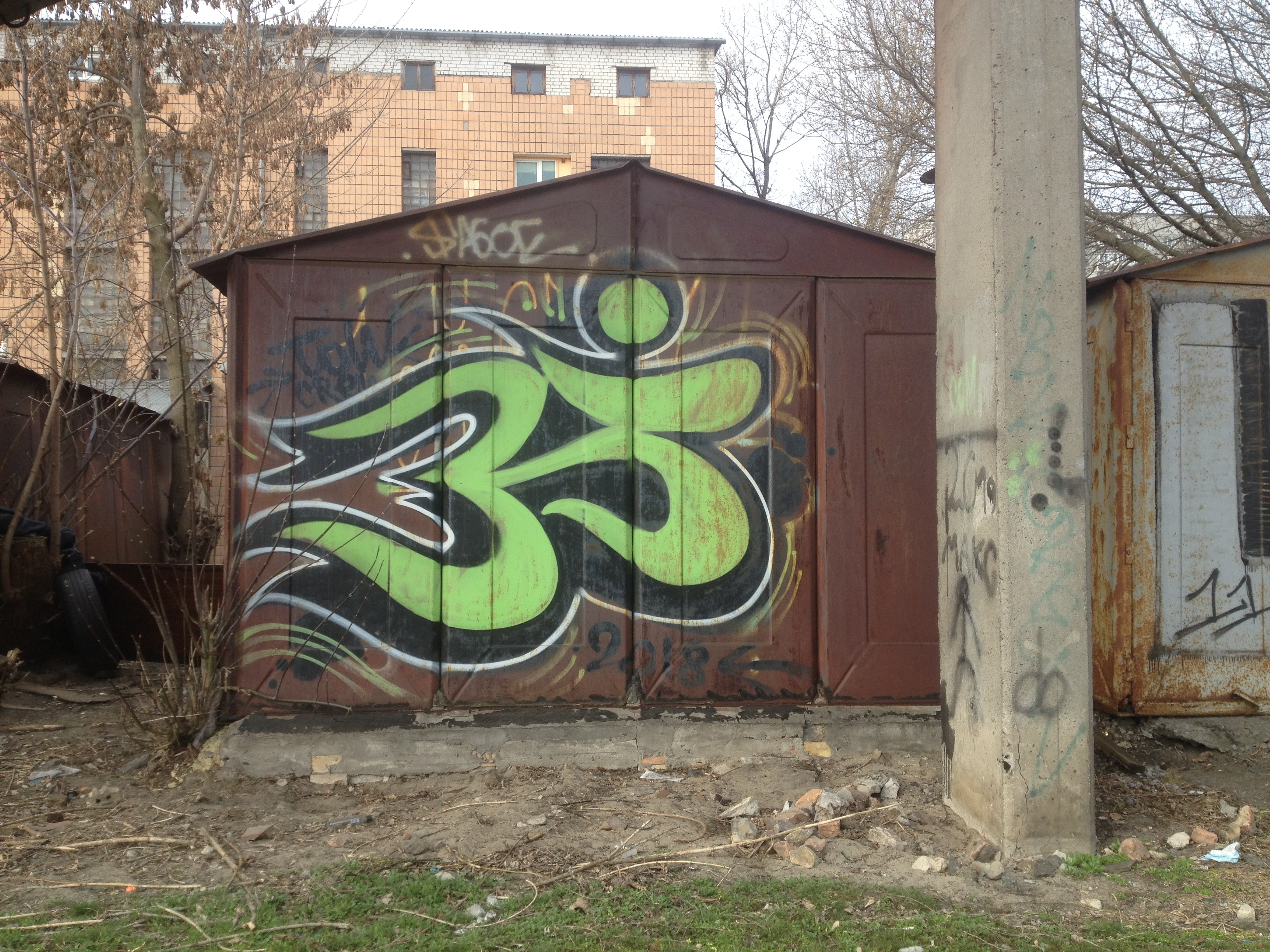
Графіті «Ом» на гаражі в Києві
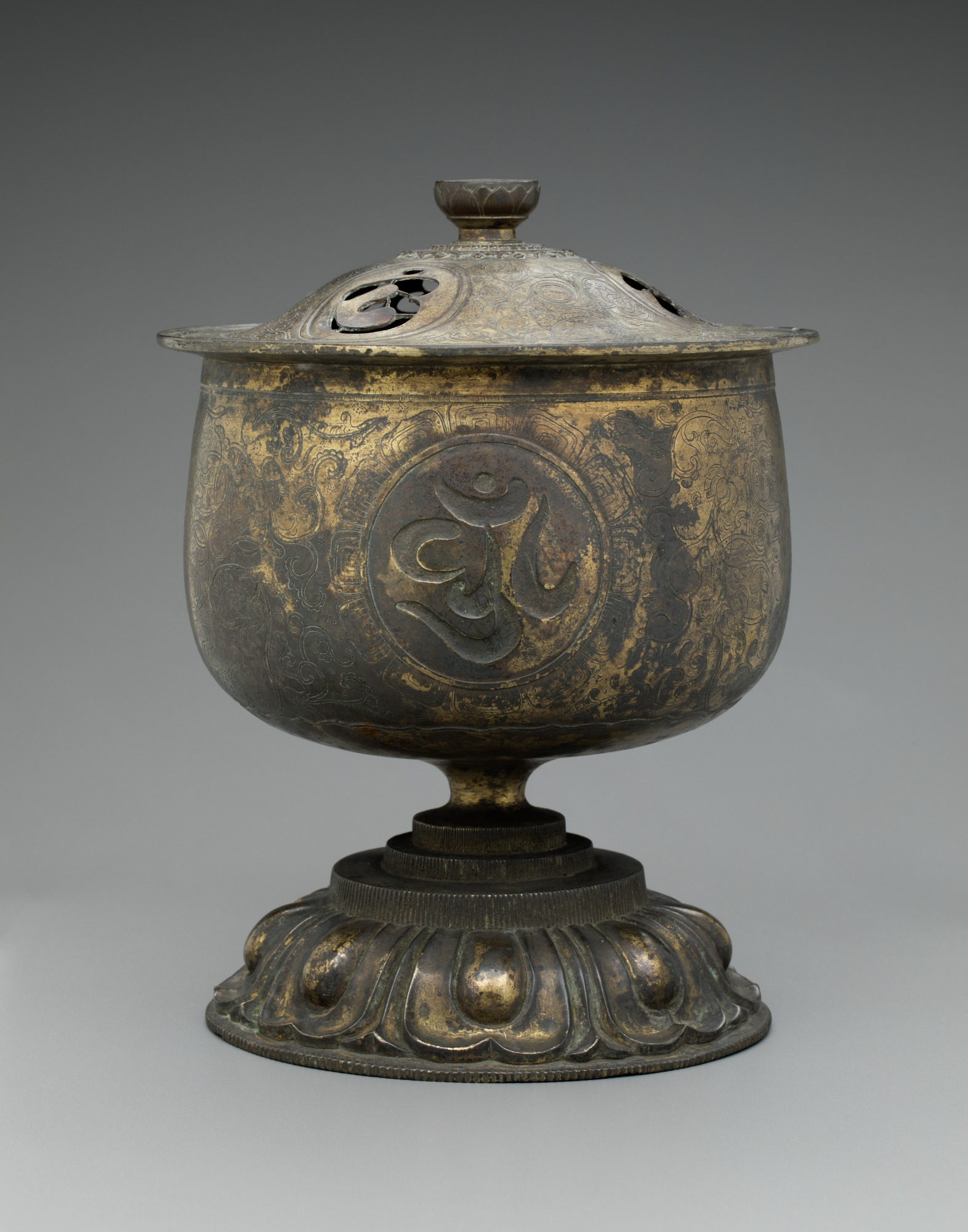
Кадильниця з символом «Ом»
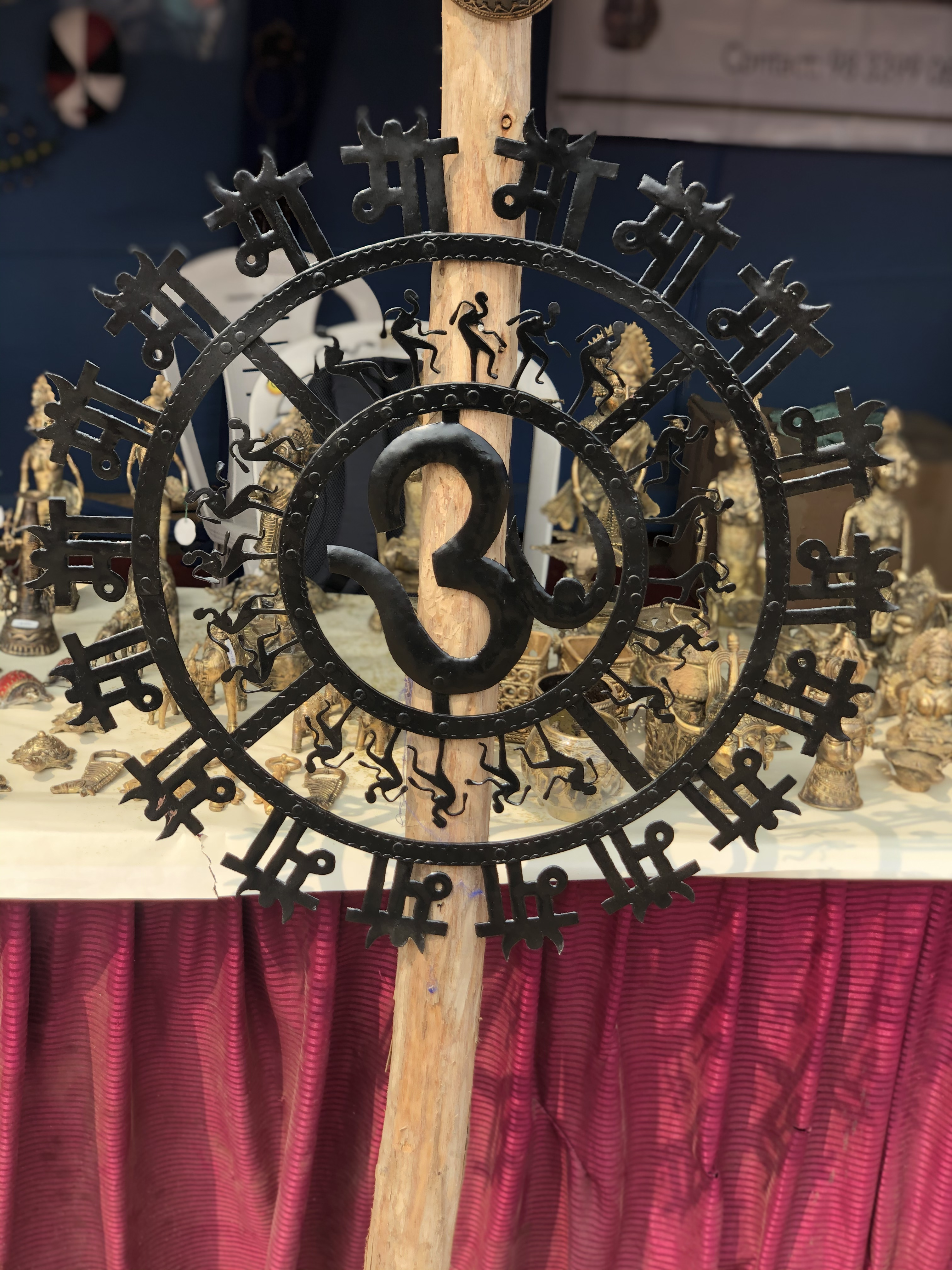
«Ом» дерев'яна прикраса